# Nawabganj (Gonda)
Nawabganj è una suddivisione dell'India, classificata come municipal board, di 16.085 abitanti, situata nel distretto di Gonda, nello stato federato dell'Uttar Pradesh.